# الحديقة المائية المجنونة

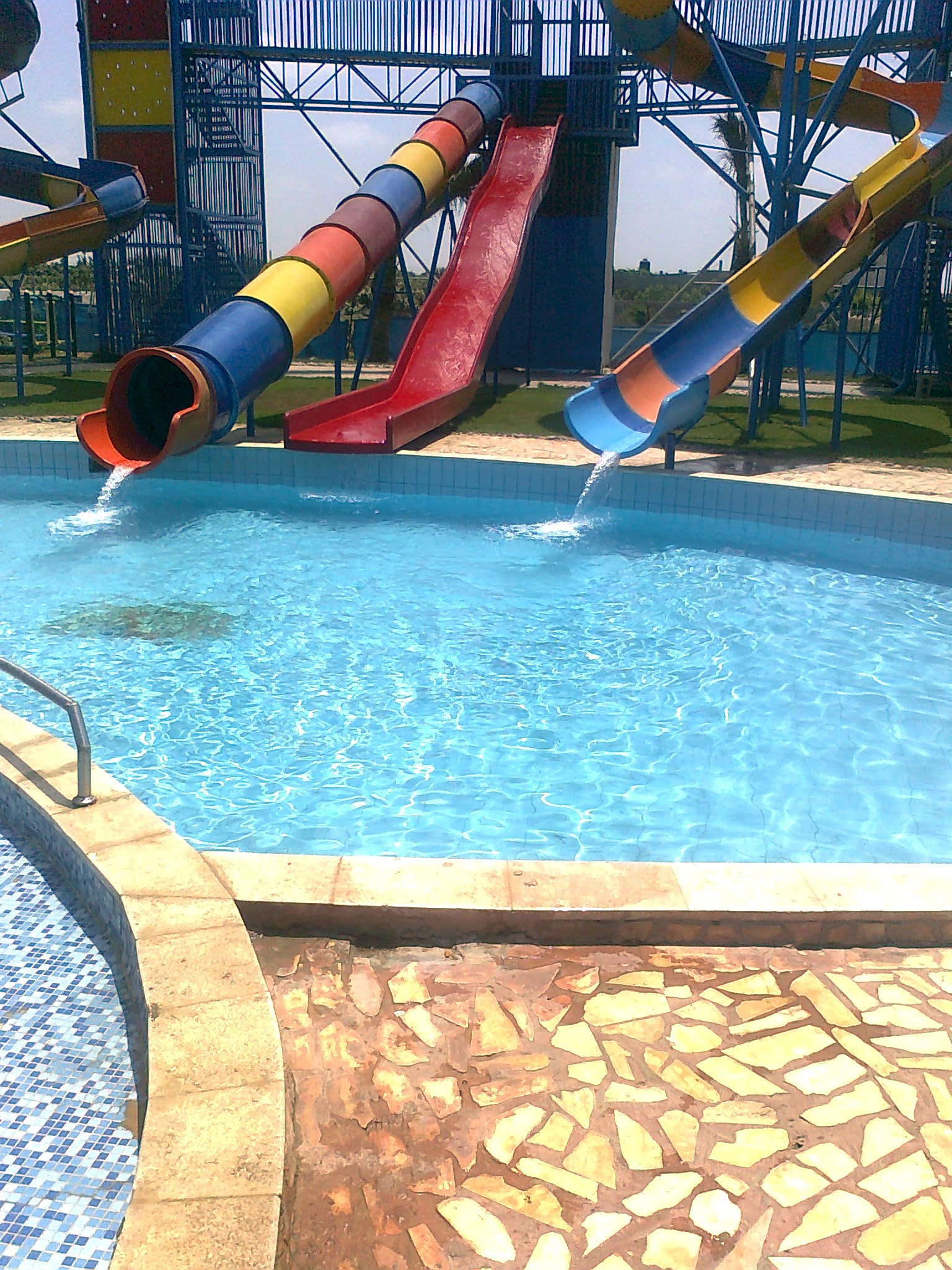
لحديقة المائية المجنونة

الحديقة المائية المجنونة أو Crazy Water Aqua Fun Park كانت حديقة مائية في قطاع غزة، بالأراضي الفلسطينية، تخدم الطبقة الثرية الصغيرة في القطاع. تم افتتاح الحديقة في مايو 2010 وأحرقها رجال ملثمون في سبتمبر / أيلول 2010، بعد أن أغلقتها حكومة حماس لأنها سمحت للرجال والنساء بالاختلاط. في يوليو / تموز، وصفتها إحدى الصحف الأسترالية بأنها «الإحساس الجديد» بين غزة «المتميزة».
كان محمد الأعرج، وزير الاقتصاد السابق لحكومة حماس في قطاع غزة، أحد مالكي الحديقة. وقد زارت الحديقة المائية ألفي عائلة خلال الأيام الأربعة الأولى التي كانت مفتوحة فيها.